# Consenso manufacturado

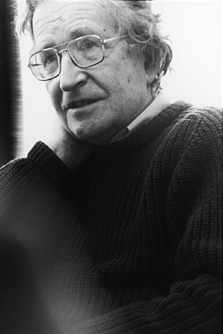
Noam Chomsky.

El consentimiento manufacturado es uno de los sesgos cognitivos del falso consenso y se da en sociedades democráticas en las cuales existe de facto y encubiertamente control sobre la opinión pública. A diferencia de otros métodos de control social (represión, autoritarismo, etc.) en este caso es la publicidad y, más abiertamente, la propaganda, quien consigue que los votantes de una sociedad democrática sean espectadores y consientan ser conducidos por la intelligentsia gobernante, todo ello sin necesaria intencionalidad y bajo la apariencia de un consenso democrático.
La expresión hace referencia a la expresión "fabricación de consentimiento" («manufacture of consent», en inglés) del periodista e intelectual estadounidense Walter Lippmann, el cual en sus ensayos sobre la democracia mencionaba que la toma de decisiones debía reservarse a la élite de "hombres responsables". Posteriormente fue incorporada como parte del título de un libro de Noam Chomsky y Edward S. Herman en 1988, Los guardianes de la libertad (Manufacturing Consent: The Political Economy of the Mass Media, como título original). En el libro se introduce el modelo de propaganda de los medios de comunicación.
El control de la opinión pública no es necesariamente intencionado o dirigido, sino que es un fenómeno cooperativo y emergente asociado a la discriminación de la información publicable de la que no lo es, afectando al interés público.

Que la «fabricación de un consenso» sea capaz de grandes proyectos es algo que nadie, creo yo, lo niega. El proceso por el cual se plantea una opinión pública no es más complicado de lo que ha aparecido en estas páginas, y las oportunidades para la manipulación abierta ofrece es algo que a cualquier persona que entienda el proceso le es bastante claro [...] Una revolución está teniendo lugar, infinitamente más importante que cualquier cambio del poder económico... Bajo el impacto de la propaganda, no necesariamente en el siniestro significado de la palabra, las viejas constantes de nuestros pensamientos se han convertido en variables.
That the «manufacture of consent» is capable of great refinements no one, I think, denies. The process by which public opinions arise is certainly no less intricate than it has appeared in these pages, and the opportunities for manipulation open to anyone who understands the process are plain enough [...] A revolution is taking place, infinitely more significant than any shifting of economic power... Under the impact of propaganda, not necessarily in the sinister meaning of the word alone, the old constants of our thinking have become variables.
Walter Lippmann, Public Opinion.